# Birkirkara Football Club 2010-2011
Questa voce raccoglie le informazioni riguardanti il Birkirkara Football Club nelle competizioni ufficiali della stagione 2010-2011.

## Rosa
Fonte:
| N. |                     | Ruolo | Calciatore      |
| -- | ------------------- | ----- | --------------- |
|    | Malta (bandiera)    | P     | Manuel Bartolo  |
|    | Scozia (bandiera)   | P     | Michael Fraser  |
|    | Spagna (bandiera)   | P     | Jorge Mora      |
|    | Malta (bandiera)    | P     | Karl Magri      |
|    | Malta (bandiera)    | D     | Andrei Agius    |
|    | Malta (bandiera)    | D     | Patrick Borg    |
|    | Malta (bandiera)    | D     | Angus Buhagiar  |
|    | Malta (bandiera)    | D     | Ryan Camenzuli  |
|    | Lettonia (bandiera) | D     | Mārcis Savinovs |
|    | Malta (bandiera)    | D     | Andrew Scicluna |
|    | Serbia (bandiera)   | D     | Nikola Vukanac  |
|    | Malta (bandiera)    | D     | Joseph Zerafa   |
|    | Malta (bandiera)    | C     | Shaun Bajada    |
|    | Malta (bandiera)    | C     | Andrew Decesare |
|    | Malta (bandiera)    | C     | Paul Fenech     |
|    | Malta (bandiera)    | C     | Rowen Muscat    |

| N. |                      | Ruolo | Calciatore        |
| -- | -------------------- | ----- | ----------------- |
|    | Malta (bandiera)     | C     | Karl Pulo         |
|    | Malta (bandiera)     | C     | Gareth Sciberras  |
|    | Malta (bandiera)     | C     | Ryan Scicluna     |
|    | Malta (bandiera)     | C     | Alan Tabone       |
|    | Malta (bandiera)     | C     | Fabian Zammit     |
|    | Nigeria (bandiera)   | A     | Ibrahim Babatunde |
|    | Italia (bandiera)    | A     | Jacopo Camilli    |
|    | Malta (bandiera)     | A     | Trevor Cilia      |
|    | Brasile (bandiera)   | A     | David da Silva    |
|    | Malta (bandiera)     | A     | Keith Fenech      |
|    | Malta (bandiera)     | A     | Michael Galea     |
|    | Malta (bandiera)     | A     | Leighton Grech    |
|    | Argentina (bandiera) | A     | Emiliano Lattes   |
|    | Brasile (bandiera)   | A     | Rodolfo Alemão    |
|    | Malta (bandiera)     | A     | Terence Vella     |